# Downs (Illinois)
Downs és una població dels Estats Units a l'estat d'Illinois. Segons el cens del 2000 tenia 776 habitants.

## Demografia
Segons el cens del 2000, Downs tenia 776 habitants, 284 habitatges, i 220 famílies. La densitat de població era de 110,6 habitants/km².
Dels 284 habitatges en un 43% hi vivien nens de menys de 18 anys, en un 65,8% hi vivien parelles casades, en un 9,5% dones solteres, i en un 22,5% no eren unitats familiars. En el 17,3% dels habitatges hi vivien persones soles el 6,3% de les quals corresponia a persones de 65 anys o més que vivien soles. El nombre mitjà de persones vivint en cada habitatge era de 2,73 i el nombre mitjà de persones que vivien en cada família era de 3,13.
Per edats la població es repartia de la següent manera: un 30,3% tenia menys de 18 anys, un 7,5% entre 18 i 24, un 35,4% entre 25 i 44, un 19,3% de 45 a 60 i un 7,5% 65 anys o més.
L'edat mediana era de 33 anys. Per cada 100 dones de 18 o més anys hi havia 93,2 homes.
La renda mediana per habitatge era de 53.750 $ i la renda mediana per família de 56.932 $. Els homes tenien una renda mediana de 37.188 $ mentre que les dones 27.308 $. La renda per capita de la població era de 22.468 $. Aproximadament el 5% de les famílies i el 4,3% de la població estaven per davall del llindar de pobresa.

## Poblacions més properes
El següent diagrama mostra les poblacions més properes.